# Alessio Tacchinardi
Alessio Tacchinardi (Crema, 23 de julho de 1975) é um volante italiano que marcou época no Juventus de Turim.